# José Luis Viloria
José Luis Viloria García (Zamora, 11 de noviembre de 1929) es un director, realizador y guionista de cine y televisión, y escritor español.

## Biografía
Nace en Zamora el 11 de noviembre de 1929. Cursa estudios de Bachillerato con los jesuitas en el Seminario Pontificio de Comillas (Santander). En 1961, obtiene el título en Dirección Cinematográfica por la Escuela Oficial de Cinematografía (E.O.C.) de Madrid, finalizando sus prácticas con el cortometraje "Despedida de soltero".
En 1961, consigue la Espiga de Oro en el Festival Internacional de Cine de Valladolid, por su cortometraje "Zamora, del llano a la cumbre".
En sus comienzos, trabajó como ayudante de dirección en el largometraje "Ella y el miedo" (León Klimovsky, 1964). Así mismo, ha participado como actor en "¿Por qué te engaña tu marido?" (Manuel Summers, 1969).
José Luis Viloria pertenece a una generación de jóvenes directores, fraguada en la Escuela Oficial de Cinematografía (Madrid) tras el revulsivo que supusieron para el Séptimo Arte en España las Conversaciones Cinematográficas de Salamanca (1955), impulsadas por Basilio Martín Patino. De dicha Escuela, que contaba entre sus profesores con profesionales de la talla de Carlos Fernández-Cuenca, Carlos Serrano de Osma, Florentino Soria, Enrique Alarcón o Luis García Berlanga, se graduaron a la vez que Viloria otros nuevos directores: Carlos Saura, el mismo Patino, Miguel Picazo, José Luis Borau, Manuel Summers, Julio Diamante, Antonio Mercero, Víctor Erice, Mario Camus, y otros.
A pesar de que el mismísimo Luis G.ª Berlanga le llegó a citar como una de las promesas de lo que se daría en llamar Nuevo Cine español, lo cierto es que José Luis Viloria apenas ha dirigido un par de largometrajes, precisamente en esos primeros años: "El rapto de T.T." (1963) —comedia-parodia sobre el secuestro de una actriz tipo Brigitte Bardot, interpretada por la polifacética Margit Kocsis, una escultural rubia que más tarde se haría famosa por protagonizar unos anuncios televisivos del brandy español "Terry" a lomos de un caballo—; y "Los diablos rojos" (1966) —película de las llamadas "de valores" para niños—. El resto de su carrera profesional la ha dedicado casi íntegramente a la dirección y realización de documentales, sobre todo desde su vinculación a Televisión Española en la segunda mitad de los 60.
La película "Los diablos rojos" se presentó en 1966 al IV Certamen Internacional de Cine y TV para niños (Gijón), barajándose como la favorita para conseguir el galardón. Pero, finalmente, no obtuvo premio. De dicho largometraje, se comentó en la prensa nacional lo siguiente:

"José Luis Viloria ha presentado aquí [en Gijón] “Los diablos rojos”, un estupendo estudio de psicología infantil que tiene lugar en Zamora, dentro del clima de las pandillas. Los niños se ven metidos en una aventura por la que desfilan tipos humanos interesantísimos. Viloria, acompañado de Boliche y Chapinete [presentadores de un programa infantil en TVE], hizo la presentación de la película y con ellos el niño que la ha interpretado, Osorito [Osorio García Hernández]".
Eugenio de Rioja, en "ABC" (Madrid), 29-9-1966, págs. 97-98

Ese mismo año 1966, Viloria consigue dos primeros premios —de entre siete categorías a concurso— en el Certamen Nacional de Cine Industrial, celebrado en Valencia, por "Vivir un sueño" —sobre una residencia infantil en Villarcayo (Burgos) para niños vizcaínos, obra social de la Caja de Ahorros Municipal de Bilbao (Vizcaya)— y "Fraguas de cristal" —acerca de la producción en la factoría "Vidriería y Cristalería de Lamiaco", de la empresa "Cristalería Española", en Lejona (Vizcaya)—; igualmente, en 1968 gana un segundo premio en el mismo certamen, celebrado esta vez en Málaga, por el corto "Firestone Hispania 67" —ambientada en la factoría del mismo nombre existente en Basauri (Vizcaya)—.
En 1967, estaba previsto que dirigiera su tercer largometraje —"Un robo con música", con guion de Rodrigo Rivero, ambientado en Barcelona y Andorra—, proyecto que finalmente no ve la luz.
Ha sido profesor de la Escuela Oficial de Cinematografía, en la especialidad de Guion.  
En Televisión Española, desde 1967 hasta su jubilación hace unos pocos años, ha realizado una variada actividad en diversos departamentos, principalmente como director, realizador y/o guionista de multitud de documentales y reportajes. Entre los muchos programas para los que ha trabajado, cabe citar: "Aquí, España" (1967, dirigido por Pío Caro Baroja); "Fiesta" (1968); "Lo que va de siglo" (1968); "Teleclub" (1971); "Temas 75" (1975); "Viejas tierras, voces nuevas" (1977); "Dossier" (1978); "Tribuna Internacional" (1980); "España, sin ir más lejos" (1982); "En paralelo" (1983); "En portada" (1985); "Semblanzas" (1992); "Informe semanal"...
En 1987 escribe el guion para una película sobre "La batalla del Ebro", uno de los episodios de la última guerra civil, en el que está interesada una productora catalana. Esta, finalmente, cambia de idea y decide hacer otra película sobre la vida de El Lute.
Para empresas privadas, ha realizado películas y documentales con títulos muy significativos: "Silos, memoria viva. Milenario de Santo Domingo 2001"; "Pedro Póveda: el grito y el silencio"; "El canto mozárabe"; "Las Edades del Hombre" (El Burgo de Osma y Palencia); "Silos por dentro. El esplendor del canto gregoriano"; "La Catedral de Santiago de Compostela"; "Toledo y el Greco"... 
En 2009, ha visto publicada su primera novela: "Oyó gemir el mar".
Últimamente, ha concluido el guion de "La voz de la otra orilla", un homenaje a los combatientes de la Quinta del Biberón, chavales de entre 17 y 18 años llamados a filas por la República a mediados de 1938, a menos de un año del fin de la guerra civil.
En julio de 2011 ve la luz su segunda novela, "La mirada herida", la cual es una adaptación del guion cinematográfico "El collar de la paloma", escrito en colaboración con Mauro Muñiz.
Su obra como director, realizador y guionista, tanto en cine comercial, industrial o televisión, es muy diversa.

## Premios
- Espiga de Oro (Valladolid, 1961), por Zamora, tierras de cumbre
- Primer premio nacional de Cine Industrial (Valencia, 1966), por Vivir un sueño
- Primer premio nacional de Cine Industrial (Valencia, 1966), por Fraguas de cristal
- Segundo premio nacional de Cine Industrial (Málaga, 1968), por Firestone Hispania 67

## Largometrajes
- El rapto de T.T. (1963, Precisa) (director, guionista y argumento)
- Los diablos rojos (1966, El Búho Rojo) (director, guionista y argumento)

## Cortometrajes y documentales
- Zamora, ciudad sin años (1960, Eurofilms) (director y guionista) —catalogada a veces como "Zamora"—
- Despedida de soltero (1961, Escuela Oficial de Cinematografía) (director y guionista)
- Zamora, tierras de cumbre (1961, Eurofilms) (director y guionista) —catalogada también como "Del llano a la cumbre" o "Zamora, del llano a la cumbre"—
- Universidades laborales - A (1962, Chapalo Films) (director y guionista)
- Universidades laborales - B (1962, Chapalo Films) (director y guionista)
- Estudiantes de mono azul (1963, Chapalo Films) (director y guionista)
- Veinticinco Años de Paz: vida española (1964, No-Do) (director)
- El hambre (1965, Cinecorto) (director)
- Ellos serán hartos (1965, Cinecorto) (director, guionista y argumento)
- Vivir un sueño (1966, Movirama Telecine) (director y guionista)
- Fraguas de cristal (1966, Movirama Telecine) (director y guionista)
- Moguer (1967, X Films) (director, guionista y argumento)
- Jerez de la Frontera (1967, X Films) (director, guionista y argumento)
- Laredo (1967, X Films) (director, guionista y argumento)
- Guernica (1967, X Films) (director, guionista y argumento)
- Elorrio (1967, X Films) (director, guionista y argumento)
- Bermeo (1967, X Films) (director, guionista y argumento)
- Castro Urdiales (1967, X Films) (director, guionista y argumento)
- Aracena (1967, X Films) (director, guionista y argumento)
- El rally de los coches magníficos (1967, Tubau Films) (director)
- Fragua de vidrio (1967, No-Do) (director)
- Firestone Hispania 67 (1968, Movirama Telecine) (director y guionista)
- Y Murcia tuvo a Salzillo (1969, Televisión Española) (director)
- Historia de la esclavitud (1969, Movinter) (director y guionista)
- Viaje por Albacete (1971, No-Do) (director y guionista)
- Tradición y futuro (1972, Movirama Telecine) (director)
- Gijón, feria y fiestas (1972, No-Do) (director y guionista)
- Gijón, ciudad de 2.000 años (1972, No-Do) (director y guionista)
- Flashes de una corrida (1981, Jesús Manzanares Prod.) (director y guionista)
- Silos por dentro (1991, IMTEV) (realizador) (reeditado por Goya Producciones en 2006)
- Pedro Póveda: el grito y el silencio (1991, Estudio Uno) (director)
- Canto Mozárabe (1995, IMTEV) (director y realizador) (correalizado y montado por Fernando Prieto Lucas)
- Las Edades del Hombre: El Burgo de Osma (1997, Fundación L.E.D.H) (director y realizador) (co-realizado y montado por Fernando Prieto Lucas)
- Las Edades del Hombre: Palencia (1999, Fundación L.E.D.H.) (director y realizador)  (co-realizado y montado por Fernando Prieto Lucas)
- Silos, memoria viva: milenario de Santo Domingo (2001) (director y realizador)
- Creí, por esto hablé (2003, Institución Teresiana) (director y realizador) —sobre la canonización del P. Pedro Póveda, mayo de 2003—

## Trabajos en televisión
Como director, realizador y/o guionista de documentales y reportajes, ha intervenido en multitud de programas de televisión (TVE), teniéndose que desplazar en ocasiones fuera de España como corresponsal internacional. Entre otros:
- Aquí, España (1967)
- Fiesta (1968)
- Lo que va de siglo (1968)
- Teleclub (1971)
- Temas 75 (1975)
- Viejas tierras, voces nuevas (1977)
- Dossier (1978)
- Tribuna Internacional (1980)
- España, sin ir más lejos (1982): "Alto Ampurdán"; "Pallarés"; "Arcos de la Frontera"; "Ubeda"; "Baeza"...
- En paralelo (1983)
- En portada (1985): "La generación del Kalashnikov" —sobre los 10 años de guerra civil en el Líbano, con el periodista Arturo Pérez-Reverte—; "La capitalidad israelí de Jerusalem"...
- Semblanzas (1992): "Luis Rosales; en su casa encendida"; "Carmen Conde, la pasión y el verbo"...
- Informe semanal (varios años)
- Programas especiales (varios años): "Centenario de Santo Domingo de Silos"; "El pintor Piñole"; "Fiestas del trono alauita"...
- Además, ha trabajado como director-realizador de películas representando a TVE para la Unión Europea de Radiodifusión (UER): "Pico largo"; "La cinta azul"; "La Casa-Museo Dulcinea del Toboso"...

## Guiones cinematográficos inéditos
- El collar de la paloma (198_) —basado en episodios amorosos de la obra homónima del escritor hispano-árabe Ibn Hazm (994-1064)—
- La Batalla del Ebro (1987) —sobre dicho episodio de la guerra civil española—
- La voz de la otra orilla (2010) —homenaje a la Quinta del Biberón durante la Guerra civil—

## Obra literaria
- Desde lo profundo te grité (inédita)
- Oyó gemir el mar (Zamora, 2009) —novela adaptada a partir de un guion cinematográfico propio—
- La mirada herida (Madrid, 2011) —novela adaptada en base al guion "El collar de la paloma"—